# Església de la Concepció (Maó)
|  | Per a altres significats, vegeu «església i convent de la Concepció (Maó)». |

L'Església de la Concepció, és una església de Maó que també rep el nom d'Església dels Gregos.
Fou construïda l'any 1749 per la colònia grega establerta a Maó. Per tant, era una església ortodoxa dedicada a Sant Nicolau de Bari. Té planta grega i la decoració és d'estil romà d'Orient. L'any 1782 aquesta colònia va ser expulsada i l'església va ser abandonada. El 1868 el temple passà a formar part del culte catòlic. Per aquest fet, se n'eliminaren tots els símbols ortodoxos.